# キラキラサンデー アイドルじゃじゃうまランド
- キラキラサンデー アイドルじゃじゃ馬ランド
- キラキラサンデー アイドルジャジャ馬ランド

キラキラサンデー アイドルじゃじゃうまランドは、文化放送の制作により、毎週日曜日12:30 - 13:00のよみうりランド一社提供枠『キラキラサンデー』で放送されていたラジオ番組。放送期間は1986年10月12日から1988年6月26日まで。略称は「じゃ馬」。

## 概要
前番組『健次と靖子のおもしろランド』（長江健次・桑田靖子）に次ぐ、若手タレント二人トークによる番組。この番組の出演者である松本典子と浅香唯を姉妹（松本が姉、浅香が妹）に見立ててのお喋りというのがスタート当初のコンセプトであった。その後この番組は「『じゃじゃうま教』布教の場」というコンセプトになり、毎週番組最初のコーナー「オリジナルの教祖様はどっち」で勝った方が教祖、負けた方が家来となって番組を進行していた。
なお、松本・浅香共に当番組が6か月ぶりのラジオレギュラーである。
1987年中期頃の時点で、集まるはがきの数は週に約300枚、リスナーの男女比は男性4：女性1だったが、女性リスナーからのはがきも増えつつあったというデータがある。はがきが採用されたリスナーには、番組特製テレホンカードをお守り風の袋に入れてプレゼントしていた。そしてこの番組は昼間の放送かつ文化放送のみでの放送だったため、電離層の関係で文化放送の放送区域外での聴取は困難であったが、ワニブックス『UP to boy』誌上にて本番組の「誌上ふりーとーく」コーナーが1987年9月号からスタートした（1988年9月号まで）こともあって徐々に全国からはがきが届くようになり、聴こえているかどうかわからないとしながらも、文化放送の放送区域外の地方から届いたはがきや手紙も紹介していた。そしてUP to boyの誌上ふりーとーくコーナーにて、各地方の本番組のリスナーの分布を表した「じゃじゃ馬リスナーマップ」が作成された。そして昼間ながらも方法を工夫して受信し、「声が聴こえた」とする報告が東北地方、愛知県などの東海地方、九州地方から届いている。なお、このUP to boy編集部に「うちの地元の局でもネットして欲しい」という嘆願書が山のように届いて、同編集部でそれを文化放送に届けたという。
ディレクターは、平井衛（当時『さだまさしのセイ!ヤング』『吉田照美のふッかいあな』なども担当 - 1988年3月）、斉藤清人（1988年4月 - （当時23歳。のち、文化放送社長に就任）。構成作家は、川勝正幸。

## 主なコーナー
オリジナルの教祖様はどっち → 今週の教祖様はどっちだ!?
- 当番組最初のコーナー。松本と浅香による「早口言葉勝負[1]」「ものまね勝負[8]」など様々な対決企画で、その日の番組の進行役となる「教祖」を決めていた[5]。

じゃじゃうま教コーナー
- このコーナーでそれぞれの仕事現場の裏話も披露、リスナーからの悩み相談も受け付けていた[4]。

いたずらテレフォン大襲撃 → きまぐれテレフォン大襲撃
- 出演希望のはがきを寄せたリスナーにスタジオから突然電話[1]。

人生相談・教祖様の一言
- 信者（リスナー）のあらゆる悩みを二人でスッキリ解決しようというコーナー[8]。

一日一善コーナー
- 主にリスナーによる浅香・松本の宣伝をそのリスナー自らがリポート[6]。

信者はみんなプロモーター
- 浅香と松本のこと、またはこの番組のことを宣伝した事を宣伝したリスナーがリポート[9]。「一日一善」コーナーと内容が似通っていたことから、1988年5月頃にこのコーナーと合体して一日一善コーナーに統一された[10]。

教祖様の好きな曲
- その日の早口言葉勝負で「教祖」に選ばれた方の選曲による曲紹介。リクエストも受け付けていた[1]。
他